# 努納武特地區
努納武特（意指「我們的土地」，英语），是加拿大13個一級行政區中三個（Territory）中的一個，也是加拿大所有的一級行政區之中最晚成立的一個，是在1999年時由原西北地區的東部分割而出。努納武特的首府為伊魁特（Iqaluit），是個位於巴芬島（Baffin Island）上的城市。努納武特境內有85%的人口屬於位於加拿大北極圈內地區的因纽特人，因此是個在原住民權利爭取運動中產生的行政區。最早是在1976年時由加拿大因努伊特團結組織開始向聯邦政府爭取，並且在1992年時透過公投獲得支持，1993年時國會立法通过《努納武特法》與《努納武特土地申索協定法令》確立行政區的建立，並且在1999年時正式成立具有原住民自治性質的一级行政區。

## 地理
努納武特屬於北極地區，地處西北地區以東，南面以北緯60度線與曼尼托巴省接壤。
在努納武特境內，巴芬島是最大島，首府伊魁特和境內最大的湖泊納蒂靈湖也在該島上；而最高點則為於伊魁特東部，海拔約1500公尺。最北方的城鎮則為阿勒特。
由於屬極地，人口稀少，按2011年統計，只有35,944人。

## 政治與行政

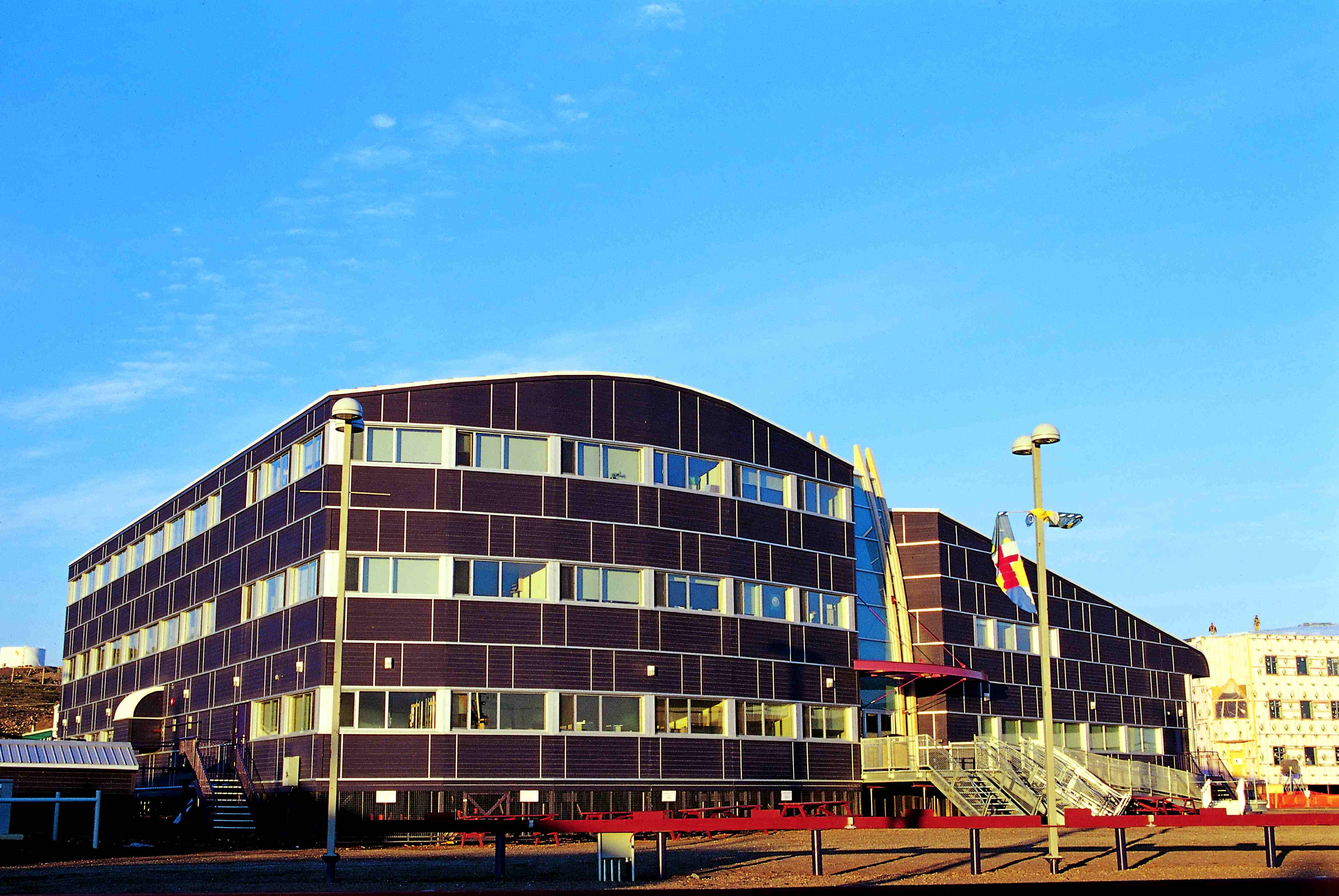
地区立法會大楼

當地有由22名成员组成的地区立法會，四年一屆，立法会成员均为无党籍；負責當地事務的地区长官由地区立法会选出。
聯邦政府负责委派一名專員，監督職權与加拿大各省省督类似，但不代表加拿大君主。努納福特屬同名的單議席聯邦下議院選區，這也是世上最大的選區。

### 行政区划
努纳福特地区下辖三區：
- 基蒂克美奧特地區
- 基瓦里奇地區
- 基吉柯塔魯克地區

#### 市鎮
三區共設25个市镇，其中只有一个为城市，其他24个均为村镇。

## 歷史

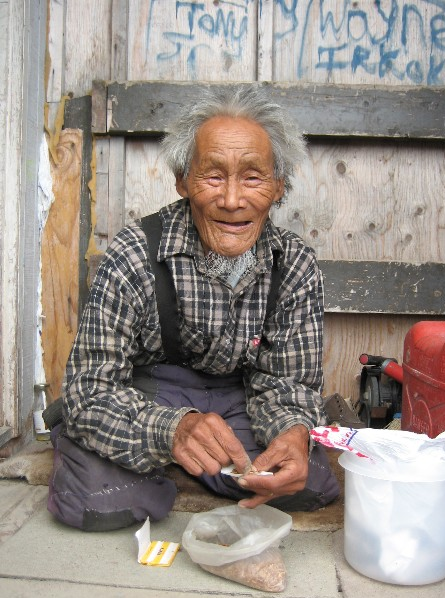
努納武特的住民，因努伊特人。

已知道因努伊特人在該省定居了超過4000年，靠獵捕魚類和極地動物為業，並建造雪屋為家。而最早歐洲人正式抵達此地的記載，是1576年英國探險家馬丁·弗羅比舍率隊在此一帶探險，並首度接觸因努伊特人。
在歐洲人在加拿大殖民時，該省屬西北地方的一部分，由哈德遜灣公司擁有。到1870年加拿大聯邦成立，該公司把西北地方轉讓給加拿大政府。整個西北地方在隨後時間不斷分裂出其他省分，範圍日漸縮小。到二次大戰時代，西北地区轄地，仅包括了今日西北地區領域以及努納武特。
由於位處極地，人口稀少，又是加拿大唯一遠離公路系統的一级行政區，該地区一直以來的發展都較其他省份遲緩。在二次大戰後，該地的因努伊特人不斷向加拿大政府争取，欲獲得自治權利。1982年西北地区公投同意分拆，1993年加拿大國會分别通過《努納武特法》與《努納武特領土聲明協議法》，建立自治的地区。1999年由西北地区分拆出努納武特。

## 經濟
努納武特的經濟基本以自然資源開發為主，包括了採礦、天然氣等等。這是因為努納武特一帶本身蘊藏了豐富的金屬礦物，包括了金、鋅、銅、鐵等等。

## 氣候
由於努納武特地區的纬度较高，當地大部分地区为极地气候，七月份的气温略低于10 °C。

## 外部連結
- 努納武特地區政府官方網站（页面存档备份，存于）